# Tarsius tarsier
Tarsius tarsier (Spectral Tarsier,hay còn gọi là Tarsius spectrum)là một loài động vật có vú trong họ Tarsiidae, bộ Linh trưởng. Loài này được Erxleben mô tả năm 1777. Chúng được tìm thấy trên đảo Selayar,Indonesia và không có ngón chân dính giống loài Philippine Tarsier hay Horsfield’s Tarsier.Phạm vi của loài này từng bao gồm cả quần thể ở phía Tây Nam Sulawesi gần đó,nhưng sau đó quần thể này đã được phân loại thành 1 loài riêng biệt,Tarsius furcus.Một vài nghiên cứu gần đây được công bố về việc phân loại và tách Spectral tarsier thành một loài riêng biệt,Gursky’s spectral tarsier.

## Phân loại và tiến hoá
"Tarsiers đã từng được coi là thuộc phân bộ Strepsirrhini,cùng nhóm với Lemuroidea và Lorisidae vì tương đồng về ngoại hình,có tầm vóc nhỏ và cũng là loài ăn đêm.Sau đó người ta đã công nhận Tarsiers là thành viên thuộc phân bộ Haplorrhine,là phân bộ của bộ linh trưởng"(Archuleta,2019).Theo Gusky và các thành viên khác năm 2003,dựa trên nghiên cứu về sự phát sinh loài,ban đầu Tarsiers có quan hệ mật thiết với loài người và vượn sau đó là vượn cáo và cu li.
Theo animaldiversity.org thì loài Tarsius được chia làm 3 nhánh:The weston tarsiers, the Philippine tarsiers,and the Sulawesi tarsiers.

## Tình trạng bảo tồn
Sharon Gursky đã đề nghị thay đổi tình trạng bảo tồn của Spectral Tarsier thành loài dễ bị tổn thương vào năm 1998.Hiện nay,Spectral Tarsier vẫn nằm trong sách đỏ của IUCN là loài dễ bị tổn thương."Mất môi trường sống và cháy rừng đã làm giảm số lượng cá thể của loài này.Hiện chúng đang sống chủ yếu ở những khu bảo tồn(Achuleta S.2019)".

## Đặc điểm
Spectral Tarsier nặng khoảng 200g, chiều dài thân khoảng 240mm,thân đầu dài khoảng 80mm,và tai dài khoảng 160mm.Khi loài này được coi là bao gồm cả loài Tarsius fuscus thì con cái trong loài nặng từ 102 đến 114g (3,6 đến 4,0 oz),con đực nặng từ 118 đến 130g (4,2 đến 4,6 oz).Phần thân đầu dài 9,5 đến 14 cm(3,7 đến 5,5 in) và tai dài từ 20 đến 26 cm(7,9 đến 10,2in).

## Tuổi thọ
Tuổi thọ trung bình trong tự nhiên là 10 năm,tuy nhiên cũng có thể lên đến 17 năm.Biểu hiện của tuổi già được cho rằng sẽ bắt đầu xuất hiện rất rõ ràng vào khoảng 14 đến 16 năm tuổi lông của Spectral Tarsier dần chuyển sang màu xám,giống con người.

## Môi trường sống
Tarsier cư trú ở rừng nhiệt đới và những hòn đảo ở vùng Đông Nam Á."Chúng sống trong thảm thực vật rậm rạp,cây bụi,tre,nứa,cọ,bụi cỏ rậm rạp,bụi gai và môi trường sống thứ cấp trên các đồn điền cà phê,dừa(Achuleta S.2019)".

## Thức ăn và săn mồi
Trong nghiên cứu của John và Kathy Mackinnon,họ phát hiện ra rằng Tarsier là động vật ăn thịt.Mặc dù một vài loài sẽ săn mồi là các loài chim nhỏ và động vật gặm nhấm,nhưng chế độ ăn của chúng chủ yếu là côn trùng lấy được từ mặt đất,không khí,lá cây(Mackinnon et al.1980).

## Hành vi
Tarsier là động vật có vú hoạt động về đêm.Chúng thức dậy sau khi mặt trời lặn và dành cả đêm để kiếm côn trùng và ăn.Chúng đi khắp những cái cây và "giao lưu" với các bạn cùng loài,chải chuốt cho nhau,đánh dấu mùi hương,chơi và giao tiếp với nhau(Gursky et al.2000).

## Cấu trúc xã hội
Tarsier sống theo bầy đàn,con đực và con cái sẽ có những vai trò khác nhau.Con đực thường đi xa hơn và chiếm những vùng rộng lớn.Con cái có xu hướng đi săn mồi hiệu quả hơn và kiếm được nhiều côn trùng hơn.Theo nghiên cứu được thực hiện bởi Sharon Gursky vào năm 1998 đã định nghĩa kích thước một bầy là số lượng cá thể chia sẻ chỗ ngủ với nhau và họ cũng cho rằng một bầy thường bao gồm từ 2 đến 6 cá thể.Theo nghiên cứu của Khu bảo tồn thiên nhiên Tangkako Dua Sandara và Gursky et al. đã chỉ ra rằng 14% trong các bầy chứa 1 con cái trưởng thành.Trong nghiên cứu thực hiện bởi Sabrina Achuleta đã chỉ ra rằng có thể có một cặ sống một vợ một chồng,cũng có thể đa tình.Cô ấy chỉ ra rằng một vài con sống theo cặp hoặc bầy đàn và có một số con đực thậm chí có thể vẫn sống một mình.

## Sinh sản và nuôi dưỡng
Trong một nghiên cứu được thực hiện ở Bắc Sulawesi,Indonesia năm 2007,nhà Mackinnon đã phát hiện ra rằng Spectral tarsier sống một vợ một chồng và ngủ ở cùng một địa điểm.Khi những thành viên trong 1 gia đình tụ họp lại ở chỗ ngủ chúng sẽ tạo ra một bản nhạc lớn.Hidayatik và cộng sự đã thực hiện một cuộc khảo sát kéo dài 9 tháng vào năm 2018,nơi họ phát hiện ra cách chúng tán tỉnh nhau.Đối với con đực,chúng sẽ đánh dấu mùi hương và bộ phận sinh dục của con cái.Còn con cái chũng kiểm tra bộ phận sinh dục của con đực.Họ đã ghi nhận sự giao phối kéo dài từ 3 đến 4 phút và chỉ xảy ra 1 lần cho mỗi cặp trong suốt thời gian của cuộc nghiên cứu(Hidayatik và cộng sự năm 2018).
Sharon Gursky đã tiến hành 1cuộc nghiên cứu ở phía Bắc rừng nhiệt đới ở Sulawesi vào năm 1994,nơi mà cô ấy phát hiện ra rằng những con non có 40%-50% thời gian là ở một mình và chúng thường được chăm sóc bởi 2 con vị thành niên trong đàn hơn là những con trưởng thành hay chính mẹ chúng.Gursky chỉ ghi nhận 1 trường hợp duy nhất con no được chăm sóc bởi một con đực trưởng thành."Giả thuyết duy nhất không thể bị bác bỏ hoàn toàn,dựa trên quan sát duy nhất này,là sự cạnh tranh về giả thuyết nguồn tài nguyên hạn chế.(Gursky và cộng sự.2011)".

## Sự cạnh tranh
Theo nghiên cứu được thực hiện bởi nhà Mackinnon,Tarsier đánh dấu phạm vi của chúng bằng mùi hương,chúng cọ xát các nhánh cây với nước tiểu và các tuyến thượng vị đặc biệt(Mackinnon và cộng sự năm 1980).Kẻ thù chính của Tarsier là thằn lằn monitor(monitor lizards),cầy hương,rắn và chim săn mồi.Khu vực của Tarsier phần lớn là động vật ăn thịt và con mồi.Sự hiện diện của chúng ảnh hưởng trực tiếp đến quy mô dân số của các sinh vật mà chúng ăn và động vật ăn chúng(Achuleta S.2019).Achuleta tiếp tục nói rằng chúng còn là vật chủ của nhiều loài vật nội và ngoại ký sinh,gồm cả ve và giun đường ruột.

## Giao tiếp
Theo nghiên cứu năm 2019 của Sharon Gursky chỉ ra rằng Spectral Tarsier giao tiếp với nhau bằng sóng siêu âm,có tần số lớn và chỉ có thể truyền ở khoảng cách ngắn.Gursky nói rằng những âm thanh mà chúng tạo ra để dẫn đường cho nhau."Có 5 âm thanh được sử dụng chính:chirps,twitters,hợp xướng,bè và huýt sáo.Chirps,twitters,hợp xướng có tần số kéo dài từ khoảng âm nghe được đến siêu âm.Double và huýt sáo là siêu âm thuần tuý (Gursky và cộng sự năm 2015)".
Archuleta S.2019 nói về cách giao tiếp bao gồm huýt sáo và hoà âm.Cô ấy tiếp tục nói rằng hoà âm giống như những giai điệu líu lo và những tiếng huýt sáo cao vút thay đổi từ lời cảnh báo kẻ thù đến báo động động vật ăn thịt, tụ họp hoặc xua đuổi kẻ thù.

## Hình ảnh

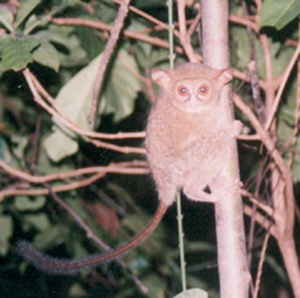
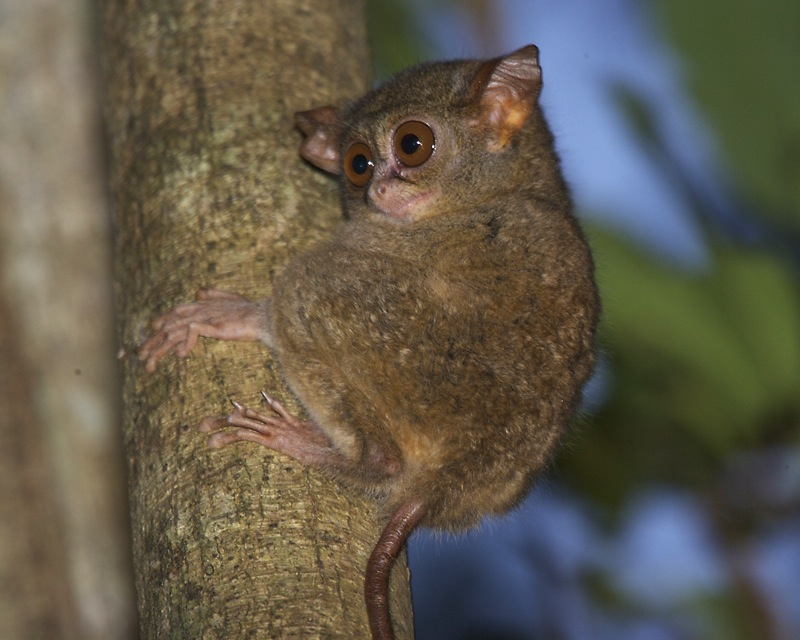
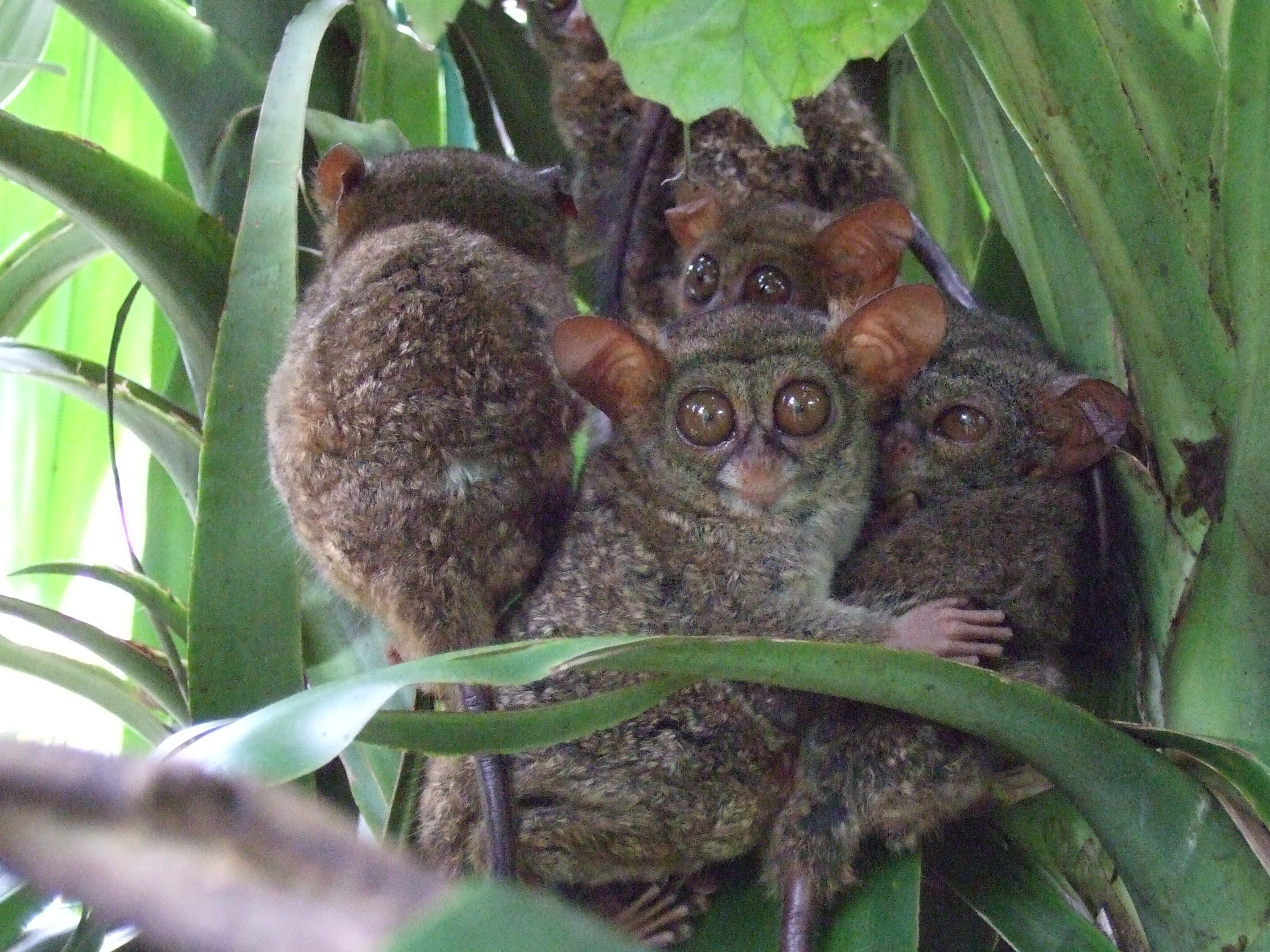
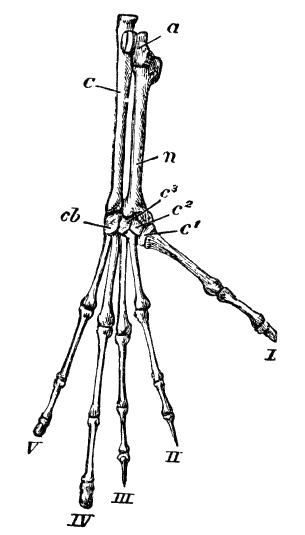